# ریو واتاری
ریو واتاری (به ژاپنی: 渡利璃穏 - Eri Tosaka) ورزشکار زن رشته کشتی اهل کشور ژاپن است.